# Eric Dane

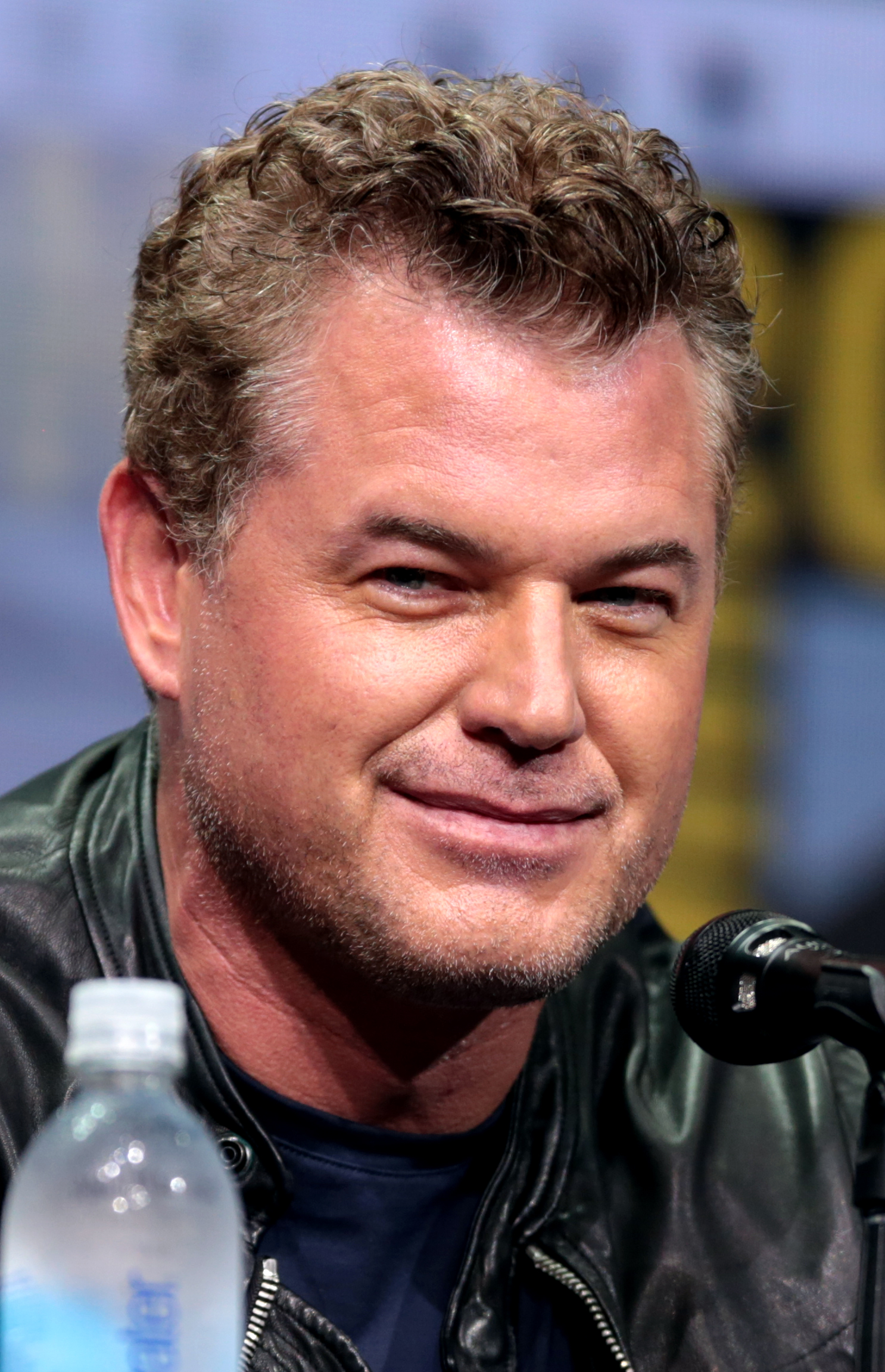
Eric Dane auf der Comic-Con in San Diego im Juli 2017

Eric William Dane (* 9. November 1972 in San Francisco, Kalifornien) ist ein US-amerikanischer Schauspieler.

## Leben
Dane ist der Sohn von William Melvin und hat einen jüngeren Bruder. Als Dane sieben Jahre alt war, starb sein Vater an den Folgen einer Schusswunde und die Mutter zog die Brüder nach jüdischem Glauben alleine auf.
Von 1987 bis 1990 besuchte Dane die Sequoia High School in Redwood City und von 1990 bis 1991 die San Mateo High School in San Mateo, wo er seinen Abschluss machte. Dane war als begeisterter Sportler in der Wasserballmannschaft der High School, entdeckte aber die Liebe zur Schauspielerei, nachdem er in einer Schulproduktion von Arthur Millers All My Sons mitgewirkt hatte.
Am 29. Oktober 2004 heiratete er die Schauspielerin Rebecca Gayheart, mit der er zwei gemeinsame Töchter hat (* 2010 und * 2011). 2009 gerieten Dane und Gayheart in die Schlagzeilen, als ein Video an die Öffentlichkeit gelangte, in dem beide zusammen mit Kari Ann Peniche nackt Drogen konsumieren. Im Juni 2011 begab sich Dane in ein kalifornisches Rehabilitierungszentrum, um sich von einer Abhängigkeit von verschreibungspflichtigen Medikamenten zu erholen, die er nach einer Sportverletzung entwickelt hatte. Im April 2017 wurde die Produktion von The Last Ship bis zum Memorial Day eingestellt, um Dane die Möglichkeit zu geben, sich aufgrund akuter Depressionen behandeln zu lassen.
Nach 14 Jahren Ehe reichte Gayheart im Februar 2018 die Scheidung ein und begründete dies mit „unüberbrückbaren Differenzen“. Im März 2025 wurde der Antrag zurückgezogen.
Im April 2025 erklärte Dane, dass er an der Nervenkrankheit ALS erkrankt ist.

## Karriere
Eric Dane debütierte 1991 in einer Folge der Fernsehserie California High School. Zwischen 2003 und 2004 hatte er als Jason Dean eine wiederkehrende Rolle in der Serie Charmed – Zauberhafte Hexen. 2006 spielte Dane die Rolle des Dan in dem Film Open Water 2 und den Mutanten Multiple Man in X-Men: Der letzte Widerstand.
Von 2006 bis 2012 war er in der Rolle des plastischen Chirurgen Dr. Mark Sloan in der Krankenhausserie Grey’s Anatomy zu sehen. Das Ende seiner Rolle in der Serie verkündete er im Juli 2012, nachdem sein Vertrag nicht verlängert worden war; er verließ die Serie zu Beginn der neunten Staffel, war in ihr im Jahr 2021 allerdings in einer Gastrolle zu sehen. 2010 spielte Dane in Valentinstag den homosexuellen Footballspieler Sean Jackson.
Von 2014 bis 2018 spielte er die Hauptrolle in der von Michael Bay produzierten Fernsehserie The Last Ship und seit 2019 verkörpert er in der Serie Euphoria Cal Jacobs. Zuletzt war er 2024 in einer Rolle in Bad Boys: Ride or Die zu sehen.

## Filmografie (Auswahl)
- 1991: California High School (Saved by the Bell, Fernsehserie, Folge 3x04)
- 1992: Renegade – Gnadenlose Jagd (Renegade, Fernsehserie, Folge 1x05)
- 1993: Wunderbare Jahre (The Wonder Years, Fernsehserie, Folge 6x16)
- 1995: Eine schrecklich nette Familie (Married … with Children, Fernsehserie, Folge 9x26)
- 1995: Serving in Silence: The Margarethe Cammermeyer Story (Fernsehfilm)
- 1996: Palm Beach-Duo (Silk Stalkings, Fernsehserie, Folge 5x21)
- 1996: Verführung zum Mord (Seduced by Madness: The Diane Borchardt Story, Fernsehfilm)
- 1996: Roseanne (Fernsehserie, Folge 8x18)
- 1999: The Basket
- 2000: Zoe, Duncan, Jack and Jane (Fernsehserie, Folge 2x04)
- 2001: Gideon’s Crossing (Fernsehserie, 4 Folgen)
- 2002: The American Embassy (Fernsehserie, 3 Folgen)
- 2003: Sol Goode
- 2003–2004: Charmed – Zauberhafte Hexen (Charmed, Fernsehserie, 9 Folgen)
- 2004: Las Vegas (Fernsehserie, 2 Folgen)
- 2004: Helter Skelter (Fernsehfilm)
- 2005: Feast
- 2005: Painkiller Jane
- 2006: X-Men: Der letzte Widerstand (X-Men: The Last Stand)
- 2006: Open Water 2 (Open Water 2: Adrift)
- 2006: Wedding Wars (Fernsehfilm)
- 2006–2012, 2021: Grey’s Anatomy (Fernsehserie, 136 Folgen)
- 2008: Marley & Ich (Marley & Me)
- 2009–2010: Private Practice (Fernsehserie, 2 Folgen)
- 2010: Valentinstag (Valentine’s Day)
- 2010: Burlesque
- 2014–2018: The Last Ship (Fernsehserie, 56 Folgen)
- 2015: The Fixer (Miniserie, 4 Folgen)
- 2017: Grey Lady
- 2018: Family Guy (Fernsehserie, Folge 16x14, Stimme)
- seit 2019: Euphoria (Fernsehserie)
- 2022: Redeeming Love – Die Liebe ist stark (Redeeming Love)
- 2023: Little Dixie
- 2023: Americana
- 2024: Bad Boys: Ride or Die
- 2024: One Fast Move
- 2025: Borderline
- 2025: Kabul (Miniserie, 6 Folgen)
- 2025: Countdown (Fernsehserie, 5 Folgen)